# Marek Licyniusz Krassus Frugi (konsul 64 n.e.)
Marcus Licinius Crassus Frugi – polityk rzymski w początku pryncypatu.
Syn Marka Licyniusza Krassusa Frugi konsula w 27 n.e. i Skrybonii
W młodości studiował w Atenach. W 47 n.e. cesarz Klaudiusz na skutek intryg cesarzowej Messaliny kazał uśmiercić jego starszego brata Gnejusza Pompejusza Magnusa i oboje rodziców.
Konsul w 64 n.e. razem z Gajuszem Lekaniuszem Bassusem. Posiadał bardzo znaczny majątek, między innymi liczne włości rodzina Krassusów miała w Hiszpanii. Zachowała się inskrypcja dotycząca jego term w Pompejach. Żonaty z Sulpicją Pretekstą z którą miał czworo dzieci. Skazany przez cesarza Nerona około 67 n.e. po oskarżycielskim donosie Akwiliusa Regulusa.